# Tachymenis peruviana
Espèce
Synonymes
- Tachymenis peruviana var. dorsalis Werner, 1901
- Leimadophis andicolus Barbour, 1915
- Tachymenis peruviana yutoensis Miranda & Couturier, 1981

Tachymenis peruviana  est une espèce de serpents de la famille des Dipsadidae.

## Répartition
Cette espèce se rencontre entre 2 600 et 4 000 m d'altitude :
- au Pérou dans les régions d'Ancash, d'Ayacucho, de Junín, de La Libertad, de Puno et de Huánuco ;
- dans le nord-est du Chili dans les régions de Tarapacá et d'Antofagasta ;
- en Bolivie ;
- en Argentine dans la province de Jujuy.

## Description
C'est un serpent venimeux.

## Étymologie
Cette espèce est nommée en référence au lieu de sa découverte, le Pérou.

## Publication originale
- Wiegmann, 1835 "1834" : Beiträge zur Zoologie gesammelt auf einer Reise um die Erde. Siebente Abhandlung. Amphibien. Nova Acta Physico-Medica, Academiae Caesarae Leopoldino-Carolinae, Halle, vol. 17, p. 185-268 (texte intégral).